# 애니메이션 감독
애니메이션 감독은 시나리오에 따라 애니메이션을 제작을 지도, 감독하고, 작화 및 레이아웃의 지도를 실시해, 최종적으로 한 개의 작품으로 애니메이션을 완성하는 직책이다. 연출가로 표기되는 경우도 있다.